# Hadja Lahbib
Hadja Lahbib (Boussu, 21 juni 1970) is een Belgisch politica voor de Franstalige liberale partij MR en voormalig journaliste. Sinds 1 december 2024 is zij lid van de Commissie-Von der Leyen II. Voordien was ze van 2022 tot 2024 minister van Buitenlandse Zaken, Buitenlandse Handel, Europese Zaken in de federale regering-De Croo.

## Biografie
Lahbib, die Algerijnse roots heeft, werd geboren in Boussu, een gemeente in de provincie Henegouwen, en groeide op in Brussel.
Ze studeerde in 1993 af als licentiate in de journalistiek en communicatie aan de Université Libre de Bruxelles (ULB). Van 1993 tot 1995 werkte ze als assistent aan de faculteit journalistiek van de ULB en van 1993 tot 1997 was ze journaliste bij RTL-TVI in Luik. 
In maart 1997 werd ze journaliste bij de RTBF, waar ze tot 2019 actief was als nieuwsanker, verschillende programma's presenteerde en van 2020 tot 2022 verantwoordelijk was voor de publiekswerking. Voor deze zender maakte ze reportages in oorlogsgebieden, voornamelijk in het Midden-Oosten en Afghanistan. In 2007 maakte Lahbib een documentaire over het lot van Afghaanse vrouwen: Afghanistan. De keuze van de vrouw, waarmee ze in 2008 de Gouden Link Award van de European Broadcasting Union won.  In 2010 was ze ambassadeur voor het Europees Jaar van de Bestrijding van Armoede en Sociale Uitsluiting, opgezet door het Directoraat-generaal voor Werkgelegenheid, Sociale Zaken en Inclusie van de Europese Commissie.
Bovendien presenteerde ze op cultuurzender Arte Belgique het maandelijkse cultuurprogramma Le Quai des Belges en het tweetalige Vlaamse Kaai, een programma waar verschillende Vlaamse schrijvers werden uitgenodigd. Ook werkte Lahbib mee aan Tout Le Ba' zar, een tweetalig cultuurprogramma dat op Arte Belgique en La Une werd uitgezonden, en was ze medepresentator van de Koningin Elisabethwedstrijd. In 2021 werd ze samen met Jan Goossens, voormalig artistiek directeur van de Koninklijke Vlaamse Schouwburg, door de Brusselse regering belast met de opdracht om de kandidatuur van de stad Brussel als culturele hoofdstad van Europa in 2030 voor te bereiden. Ze bleef opdrachthouder tot aan haar benoeming als minister in juli 2022.

### Minister van Buitenlandse zaken, Europese Zaken en Buitenlandse Handel
Op 15 juli 2022 benoemde MR-voorzitter Georges-Louis Bouchez Lahbib als opvolgster van Sophie Wilmès, die om familiale redenen ontslag had genomen uit de regering, tot minister van Buitenlandse Zaken, Europese Zaken, Buitenlandse Handel en Federale Culturele Instellingen in de federale regering-De Croo. Lahbib had geen enkele eerdere politieke en diplomatieke ervaring. Haar ervaring op het terrein en haar buitenlandse contacten werden gezien als haar belangrijkste troef.
Eind juli 2022 ontstond er ophef rond een bezoek dat Hadja Lahbib in de zomer van 2021, in de hoedanigheid van RTBF-journaliste, had gebracht aan het Oekraïense schiereiland Krim, dat in 2014 werd geannexeerd door Rusland, dat in februari 2022 Oekraïne was binnengevallen. Lahbib bracht er verslag uit van een Russisch cultureel festival dat op poten werd gezet door een organisatie die banden had met een dochter van de Russische president Vladimir Poetin en reisde via Rusland naar de Krim, een reis die bovendien werd betaald door de organisatie van het festival. Deze kwestie zorgde voor ophef in Oekraïne, waar via Rusland naar de Krim reizen als steun aan het Russische regime werd beschouwd en waardoor iemand drie jaar lang de toegang tot het Oekraïense grondgebied kon worden ontzegd. Hierdoor dreigde de kwestie België diplomatiek te beschadigen.
In een brief aan de Oekraïense minister van Buitenlandse Zaken Dmytro Koeleba drukte Lahbib haar steun uit voor het land en veroordeelde ze de bezetting van de Krim door Rusland. Ook kondigde ze het voornemen aan dat ze snel Oekraïne wilde bezoeken. Koeleba reageerde dat het land zich via diplomatieke contacten zou inlichten over de omstandigheden van het bezoek, waarna Koeleba en Lahbib elkaar twee keer ontmoetten, een eerste keer in augustus 2022 in Praag en een tweede keer in september van dat jaar in de marge van de Algemene Vergadering van de Verenigde Naties, waarbij de zaak werd uitgeklaard. Op 26 november 2022 bracht Lahbib samen met premier Alexander De Croo een officieel bezoek aan het land.
Op 23 november 2022 verscheen Lahbib op het wereldkampioenschap voetbal 2022 te Qatar in een shirt van de Rode Duivels en toonde ze haar regenboogarmband met boodschap one love aan FIFA-voorzitter Gianni Infantino.
In juni 2023 kwam Lahbib opnieuw in opspraak, ditmaal in verband met een bezoek van een Iraanse delegatie onder leiding van Alireza Zakani, de radicaal-islamitische burgemeester van Teheran, aan de Brussels Urban Summit-conferentie in Brussel. Zakani, berucht om zijn harde vervolging van homoseksuelen en niet-gesluierde vrouwen, kon beschikken over een visum dat ondanks negatief advies toch werd uitgereikt op uitdrukkelijk verzoek van het kabinet van Brussels staatssecretaris Pascal Smet. Smet merkte daarbij op dat het verstrekken van visa niet zijn eindverantwoordelijkheid was, maar die van minister van Buitenlandse Zaken Lahbib en diende als gevolg van de kwestie en de onthullingen door de betaalde hotelkosten voor het Brussels Hoofdstedelijk Gewest zijn ontslag in. Niettemin legde Lahbib de volledige verantwoordelijkheid bij het kabinet van Pascal Smet, tot ongenoegen van de socialistische en groene partijen in de federale regering, die vonden dat er sprake was van een gedeelde schuld en haar toelichting in het parlement ontoereikend vonden. Oppositiepartijen N-VA en Vlaams Belang vonden dat de minister niet meer geloofwaardig kon functioneren en dienden daarom een motie van wantrouwen in. Uiteindelijk verklaarden de socialisten en groenen zich bereid om in te stemmen met een eenvoudige ordemotie die deze motie van wantrouwen zou opheffen, om een regeringscrisis en een eventuele val van de regering af te wenden. Niettemin bleven de partijen haar functioneren in vraag stellen.
Bij de Brusselse gewestverkiezingen van juni 2024 werd Lahbib vanop de tweede plaats van de MR-lijst verkozen in het Brussels Hoofdstedelijk Parlement. Als ontslagnemend federaal minister van Buitenlandse Zaken diende ze zich echter onmiddellijk na haar eedaflegging als parlementslid te laten vervangen door een opvolger.
In september 2024 werd Lahbib door haar partij voorgedragen als kandidaat-Europees Commissaris, een functie waarin ze haar partijgenoot Didier Reynders zal opvolgen. Ze kreeg de bevoegdheden crisisbeheer, paraatheid en humanitaire hulp toegewezen. In november 2024 keurde het Europees Parlement haar kandidatuur na een hoorzitting goed. Op 1 december 2024 ging Lahbibs termijn als Eurocommissaris van start, waardoor ze diende op te stappen als minister van Buitenlandse Zaken. Ze werd opgevolgd door diplomaat Bernard Quintin.

## Eretekens
- 2023: Commandeur Orde van Verdienste; Luxemburg.[19]